# Pureke zelandicum
Pureke zelandicum är en svampart som beskrevs av P.R. Johnst. 1991. Pureke zelandicum ingår i släktet Pureke och familjen Rhytismataceae.   Inga underarter finns listade i Catalogue of Life.